# Rio Alfeu
Alfeu  ou Alfeios (em grego: Αλφειός) é um rio da Grécia.
Na mitologia Alfeu era o nome do deus deste rio.
Como em seu curso, durante um certo trecho, tem caminho subterrâneo, acreditavam os antigos gregos que uma vertente dali saía, indo ter na fonte de Aretusa, na Sicília.
Segundo o mito, Aretusa, perseguida por Alfeu, foi escondida por Ártemis que fez um caminho por baixo da terra, até atingir a ilha ao sul da Itália, onde a transmutou numa fonte.  Em seu trajeto viu Perséfone, que havia sido raptada por Hades, deus dos Infernos, e mais tarde deu esta informação a Deméter, mãe da jovem raptada e que a procurava sem sucesso. Seguindo a ninfa, Alfeu criara este caminho mítico, que unia a hélade à sua colônia siciliana.